# Descartes-féle levél

Descartes-féle levél

A Descartes-féle levél egy algebrai görbe, melyet az alábbi egyenlet definiál:
{\displaystyle x^{3}+y^{3}-3axy=0\,}.
A 3a paraméter az ábrán sárga egyenesekkel berajzolt négyzet átlójának hossza. A görbe hurkot képez a derékszögű koordináta-rendszer első térnegyedében kettős ponttal az origóban és aszimptotával, melynek egyenlete:
{\displaystyle x+y+a=0\,},
(az ábrán piros egyenes).
A görbe szimmetrikus az {\displaystyle y=x\,} egyenesre.

## Egyenletei
Polárkoordinátás egyenlete:
{\displaystyle \rho ={\frac {3a\cos \varphi \sin \varphi }{\cos ^{3}\varphi +\sin ^{3}\varphi }}}.
Paraméteres egyenletrendszere derékszögű koordináta-rendszerben:
{\displaystyle {\begin{cases}x={\frac {3at}{1+t^{3}}}\\y={\frac {3at^{2}}{1+t^{3}}}\end{cases}}}, ahol {\displaystyle t=\operatorname {tg} \varphi }.
Gyakran vizsgálják a {\displaystyle 135^{\circ }}-os szöggel elforgatott alakját. Ennek egyenlete derékszögű koordináta-rendszerben:
{\displaystyle y=\pm x{\sqrt {\frac {l+x}{l-3x}}}}, ahol {\displaystyle l={\frac {3a}{\sqrt {2}}}}
Paraméteres egyenletrendszerrel:
{\displaystyle x=l{\frac {t^{2}-1}{3t^{2}+1}},\ y=l{\frac {t(t^{2}-1)}{3t^{2}+1}}},
és polárkoordinátákkal:
{\displaystyle \rho ={\frac {l\left(\sin ^{2}\varphi -\cos ^{2}\varphi \right)}{\cos \varphi \left(\cos ^{2}\varphi +3\sin ^{2}\varphi \right)}}}

## Tulajdonságai
Az aszimptota egyenlete: 
{\displaystyle x+y+a=0\,}.
A levél területe:
{\displaystyle T_{1}={\frac {3a^{2}}{2}}}
A görbe és az aszimptota közti terület:
{\displaystyle T_{2}=T_{1}={\frac {3a^{2}}{2}}}